# Henryk Groppler
Henryk Anastazy Groppler (ur. w 1822 w Krakowie, zm. w 1887 w Stambule – polski przedsiębiorca.

## Biografia
Henryk Anastazy Groppler urodził się w Krakowie w 1822 roku. Jego ojciec był zegarmistrzem. W latach 40. XIX wieku Henryk wyjechał do Szwajcarii, gdzie został agentem różnych wytwórców zegarków na obszar Polski. Został też emisariuszem Towarzystwa Demokratycznego Polskiego, przewożąc w trakcie podróży handlowych do Polski wydawnictwa Towarzystwa. Po 1850 r. przeprowadził się do Turcji jako agent szwajcarskiej firmy zegarmistrzowskiej . Wkrótce zaangażował się w przedsiębiorstwa górnicze i zdobył duży majątek. Na początku lat 60. zajmował się wydobyciem marmurów koło Bandırmy, ale wielkie dochody uzyskał z odkrytego w drugiej połowie lat 60. przez współpracownika złoża boracytu w Anatolii . W czasie powstania styczniowego jako emisariusz Rządu Narodowego był w Odessie, a później zbierał fundusze na potrzeby powstania .

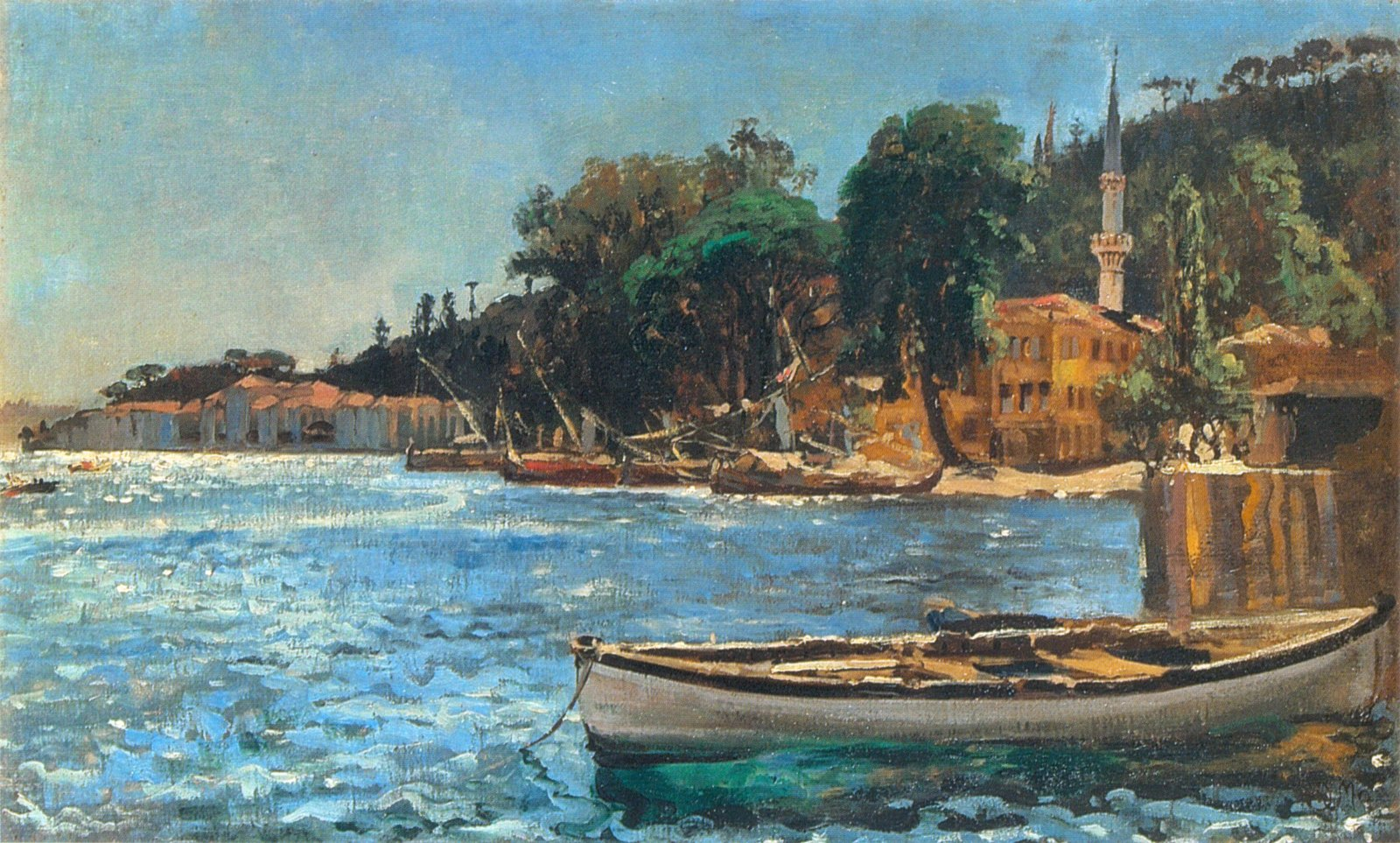
Obraz Matejki przedstawiający Bebek, w którym mieszkał Groppler, wykonany w 1872 r. w czasie gościny u Gropplerów.

W swojej willi w Konstantynopolu (w dzielnicy Bebek) gościł licznych słynnych Polaków, m.in. Jan Matejko przebywając u Gropplerów w 1872 namalował obraz Widok Bebeku koło Konstantynopola (obecnie w zbiorach Lwowskiej Galerii Obrazów). W tym okresie Matejko stworzył też portret Henryka Gropplera, znajdujący się obecnie w zbiorach Domu Jana Matejki w Krakowie. W 1886 r. podejmował Sienkiewicza. Znacznie wcześniej Groppler podejmował w Konstantynopolu Mickiewicza.
Mąż kompozytorki Ludwiki Groppler, był ciotecznym bratem Jana Matejki.